# 克里夫·威廉斯
克里夫·威廉斯（Cliff Williams，1949年12月14日—）是一名英國音樂家，澳洲搖滾樂團AC/DC的現任貝斯手。出生於英格蘭羅姆福德。

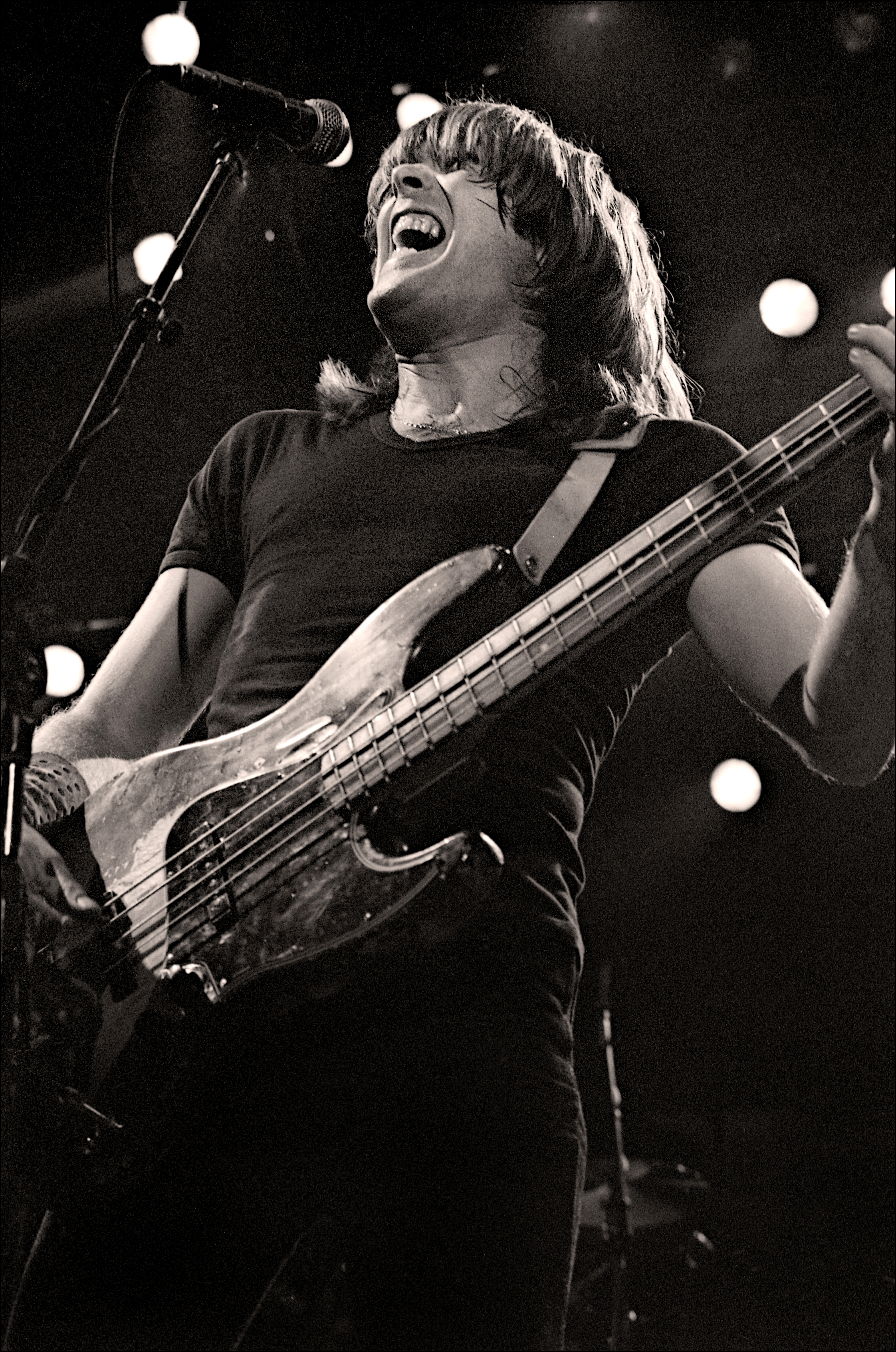
1982年的克里夫·威廉斯

1977年，威廉斯加入AC/DC，取代樂團的原貝斯手馬克·埃文斯。AC/DC在威廉斯加入後的隔年推出第五張專輯《電世代》（Powerage）。之後所有AC/DC的專輯製作威廉斯皆有參與。2003年作為AC/DC的團員入選搖滾名人堂。
2016年克里夫·威廉斯宣布從AC/DC退休，但在2020年復出並與樂團推出新專輯《加足馬力》（Power Up）。